# Brahim Kaazouzi
Brahim Kaazouzi (ur. 15 czerwca 1990 w Kasba Tadla) – marokański lekkoatleta specjalizujący się w biegach średniodystansowych.
W 2016 reprezentował Maroko na igrzyskach olimpijskich w Rio de Janeiro, podczas których osiągnął półfinał biegu na 1500 metrów. Brązowy medalista igrzysk solidarności islamskiej w Baku (2017).
Złoty medalista mistrzostw Maroka.

## Osiągnięcia
| Rok  | Impreza                          | Miejsce        | Konkurencja         | Lokata     | Wynik   |
| ---- | -------------------------------- | -------------- | ------------------- | ---------- | ------- |
| 2016 | Igrzyska olimpijskie             | Rio de Janeiro | bieg na 1500 metrów | półfinał   | 3:48,66 |
| 2017 | Igrzyska solidarności islamskiej | Baku           | bieg na 1500 metrów | 3. miejsce | 3:38,24 |
| 2017 | Igrzyska frankofońskie           | Abidżan        | bieg na 1500 metrów | 2. miejsce | 3:47,13 |
| 2017 | Mistrzostwa świata               | Londyn         | bieg na 1500 metrów | eliminacje | DNF     |
| 2018 | Halowe mistrzostwa świata        | Birmingham     | bieg na 1500 metrów | eliminacje | 3:47,65 |
| 2018 | Igrzyska śródziemnomorskie       | Tarragona      | bieg na 1500 metrów | 1. miejsce | 3:37,14 |
| 2019 | Mistrzostwa panarabskie          | Kair           | bieg na 1500 metrów | 2. miejsce | 3:43,87 |
| 2019 | Mistrzostwa świata               | Doha           | bieg na 1500 metrów | eliminacje | DNS     |

## Rekordy życiowe
- Bieg na 1500 metrów – 3:31,62 (2018)
- Bieg na 3000 metrów – 7:41,88 (2017)
- Bieg na 5000 metrów – 13:16,98 (2017)